# Chanot-Violine
Die Chanot-Violine ist von dem französischen Geigenbauer François Chanot entwickelt worden und ähnelt in ihrer Form einer Gitarre.

## François Chanot
François Chanot (1788–1825) wurde in Mirecourt als Sohn des Geigenbauers Joseph Chanot geboren. Nach seiner schulischen Ausbildung wollte er jedoch nicht das familiäre Traditionsunternehmen übernehmen, sondern studierte an der École polytechnique in Paris. Er wurde Marine-Ingenieur und sah einer guten Karriere entgegen. Im Zuge der Restauration wurde er 1816 als Sympathisant Napoleons gegen seinen Willen aus dem Marinedienst entlassen. Daraufhin stieg er nun doch in das Unternehmen seines Vaters ein und nutzte sein Wissen, um Veränderungen an der bisher barocken Violine vorzunehmen.
Im Jahr 1819 ging Jean-Baptiste Vuillaume bei Chanot in die Lehre und wurde später selbst ein bedeutender Geigenbauer.

## Bauweise
Chanots Idee war es, eine Violine zu bauen, bei der die Holzmaserungen der Decke so lang wie möglich sein sollten. Er vereinfachte die Kontur der Violine, sodass sie eher einer Gitarre glich. Auch die Form der F-Löcher wurde schlichter und fügte sich den Läufen der Holzmaserungen. Außerdem verzichtet Chanot auf einen Saitenhalter und befestigte die Saiten auf einer Ebenholzplatte. Um schließlich noch das Spannen der Saiten zu erleichtern, fügte Chanot statt einer Schnecke eine Platte an. Bei einigen Chanot-Violinen gibt es statt einer Platte auch eine Schnecke, die sich allerdings nach hinten dreht.